# Дрогобицька область
Дрого́бицька о́бласть — адміністративна одиниця на території УРСР у 1939—1959 роках, з центром у місті Дрогобич. Область була утворена 27 листопада 1939 року. З травня 1957 по травень 1959 року входила до складу Станіславського економічного адміністративного району. 21 травня 1959 року Дрогобицька область включена до складу Львівської області. Адміністративний центр — місто Дрогобич. 

## Адміністративний поділ

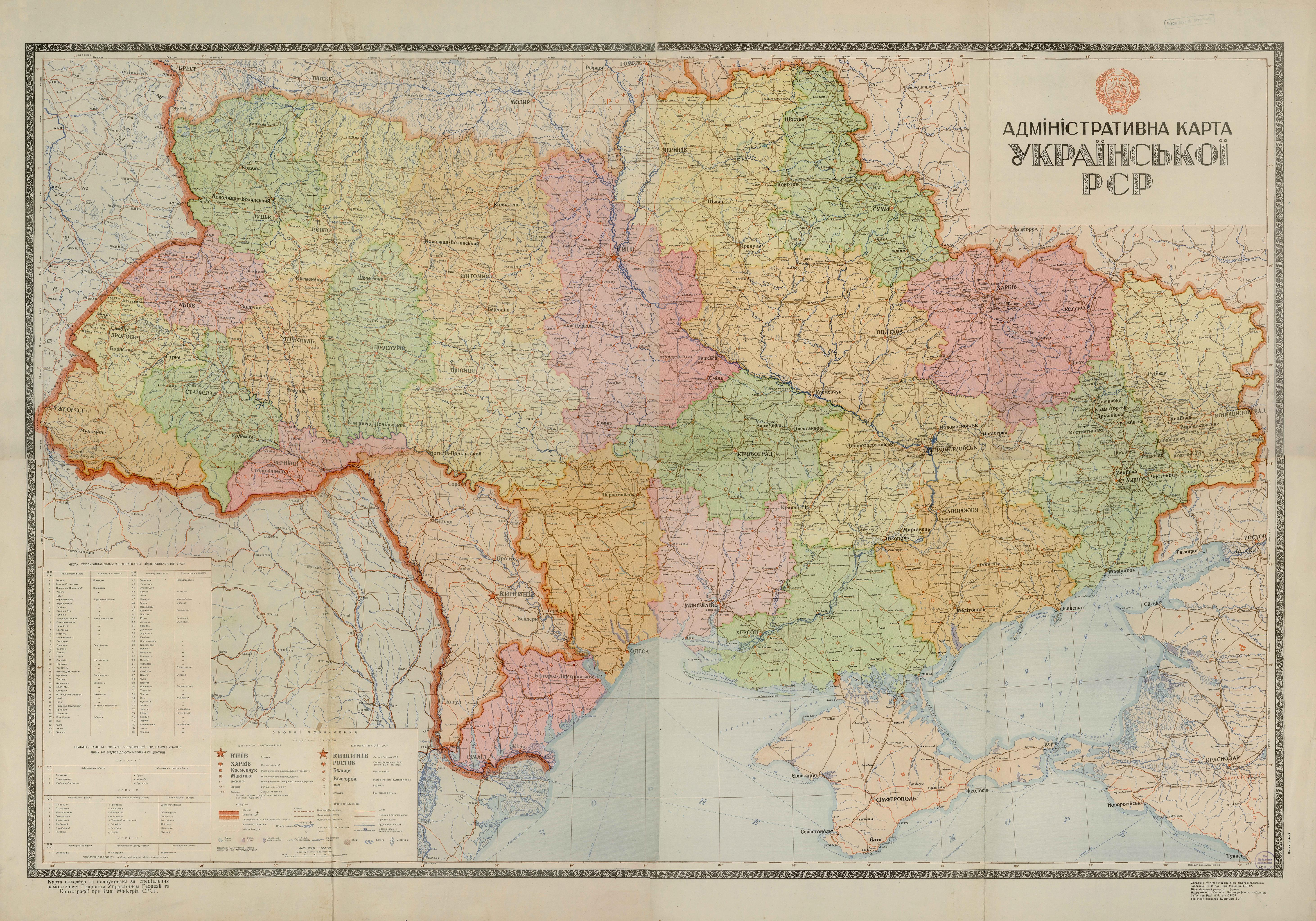
Адміністративний поділ УРСР за 1946-1954 рр. Дрогобицьку область (позначена жовтим кольором) можна знайти за її центром — містом Дрогобич

Область утворена 27 листопада 1939 року після радянської анексії західноукраїнських земель і складалася з 10-ти повітів: Дрогобицького, Жидачівського, Стрийського, Рудківського, Мостиського, Перемишльського, Лисківського (з деякими селами Сяніцького повіту), Турківського, Самбірського, Добромильського (з деякими селами Березівського повіту).
17 січня 1940 Президія Верховної Ради УРСР своєю постановою скасувала повіти, натомість утворивши райони. В області нараховувалося 30 районів: Бірчанський, Бориславський (до 15 серпня 1940, включений до Дрогобицького р-ну), Висоцьківський (з 11 листопада 1940 року — Боринський), Добромильський, Дрогобичський (Дрогобицький), Дублянський, Жидечувський (Жидачівський), Журавновський, Комарновський, Крукенецький, Лавочнянський (з 11 листопада 1940 року — Славський), Лісківський, Меденицький, Медиківський, Миколаївський, Мостиський, Ново-Стреліський (Ново-Стрілищанський), Перемишльський, Підбужський, Рудківський, Самбірський, Сколевський, Старо-Самбірський, Стрийський, Стрілківський, Судово-Вишнянський, Турківський, Устрико-Дольнівський (Нижньо-Устрицький), Хирівський, Ходорівський.
Станом на 1 січня 1941 року населення Дрогобицької області становило 1 111 000 осіб.
Межі області змінювалися:
- у березні 1945 року до Польщі згідно з радянсько-польським договорами відійшли:
  - Бірчанський район з районним центром Бірча,
  - Ліськівський район з районним центром Лісько,
  - західна частина Перемишльського району (з містом Перемишль); замість Перемишльського утворений Нижанковицький район,
- 7 травня 1946 року була перейменована значна кількість сіл, сільрад і т. інш.[5]

| №№ п/п | Найменування району      | Найменування районного центру | ВІддаль до м. Дрогобич в км | Відомості про район | Відомості про район | Відомості про район | Відомості про район           |
| №№ п/п | Найменування району      | Найменування районного центру | ВІддаль до м. Дрогобич в км | Територія в кв. км  | Кількість сільрад   | Кількість міст      | Кількість селищ міського типу |
| ------ | ------------------------ | ----------------------------- | --------------------------- | ------------------- | ------------------- | ------------------- | ----------------------------- |
| 1      | Боринський район         | село Бориня                   | 128                         | 600                 | 26                  | -                   | -                             |
| 2      | Добромильський район     | місто Добромиль               | 83                          | 500                 | 21                  | 1                   | -                             |
| 3      | Дрогобицький район       | місто Дрогобич                | -                           | 600                 | 31                  | -                   | 1                             |
| 4      | Дублянський район        | село Дубляни                  | 33                          | 300                 | 25                  | -                   | -                             |
| 5      | Жидачівський район       | місто Жидачів                 | 63                          | 300                 | 22                  | 1                   | -                             |
| 6      | Журавнівський район      | село Журавне                  | 105                         | 300                 | 24                  | -                   | -                             |
| 7      | Комарнівський район      | місто Комарне                 | 94                          | 300                 | 24                  | 1                   | -                             |
| 8      | Крукеницький район       | село Крукениця                | 71                          | 200                 | 22                  | -                   | -                             |
| 9      | Меденицький район        | смт Медениця                  | 20                          | 400                 | 20                  | -                   | 1                             |
| 10     | Медиківський район       | село Медика                   | 189                         | 200                 | 12                  | -                   | -                             |
| 11     | Миколаївський район      | місто Миколаїв                | 57                          | 300                 | 19                  | 1                   | 1                             |
| 12     | Мостиський район         | місто Мостиська               | 179                         | 300                 | 21                  | 1                   | -                             |
| 13     | Нижанковицький район     | смт Нижанковиці               | 104                         | 300                 | 12                  | -                   | 1                             |
| 14     | Нижньо-Устріцький район  | місто Нижньо-Устріки          | 96                          | 400                 | 28                  | 1                   | -                             |
| 15     | Новострілищанський район | смт Нові Стрілища             | 97                          | 300                 | 26                  | -                   | 1                             |
| 16     | Підбузький район         | село Підбуж                   | 67                          | 400                 | 17                  | -                   | -                             |
| 17     | Рудківський район        | місто Рудки                   | 74                          | 400                 | 36                  | 1                   | -                             |
| 18     | Самбірський район        | місто Самбір                  | 44                          | 300                 | 35                  | -                   | -                             |
| 19     | Сколівський район        | місто Сколе                   | 68                          | 700                 | 26                  | 1                   | -                             |
| 20     | Славський район          | село Славське                 | 93                          | 800                 | 27                  | -                   | -                             |
| 21     | Старосамбірський район   | місто Старий Самбір           | 75                          | 400                 | 28                  | 1                   | 1                             |
| 22     | Стрийський район         | місто Стрий                   | 31                          | 600                 | 49                  | -                   | -                             |
| 23     | Стрілківський район      | село Стрілки                  | 79                          | 500                 | 32                  | -                   | -                             |
| 24     | Судово-Вишнянський район | місто Судова Вишня            | 158                         | 300                 | 23                  | 1                   | -                             |
| 25     | Турківський район        | місто Турка                   | 109                         | 700                 | 24                  | 1                   | -                             |
| 26     | Хирівський район         | місто Хирів                   | 69                          | 200                 | 17                  | 1                   | -                             |
| 27     | Ходорівський район       | місто Ходорів                 | 72                          | 200                 | 25                  | 1                   | -                             |

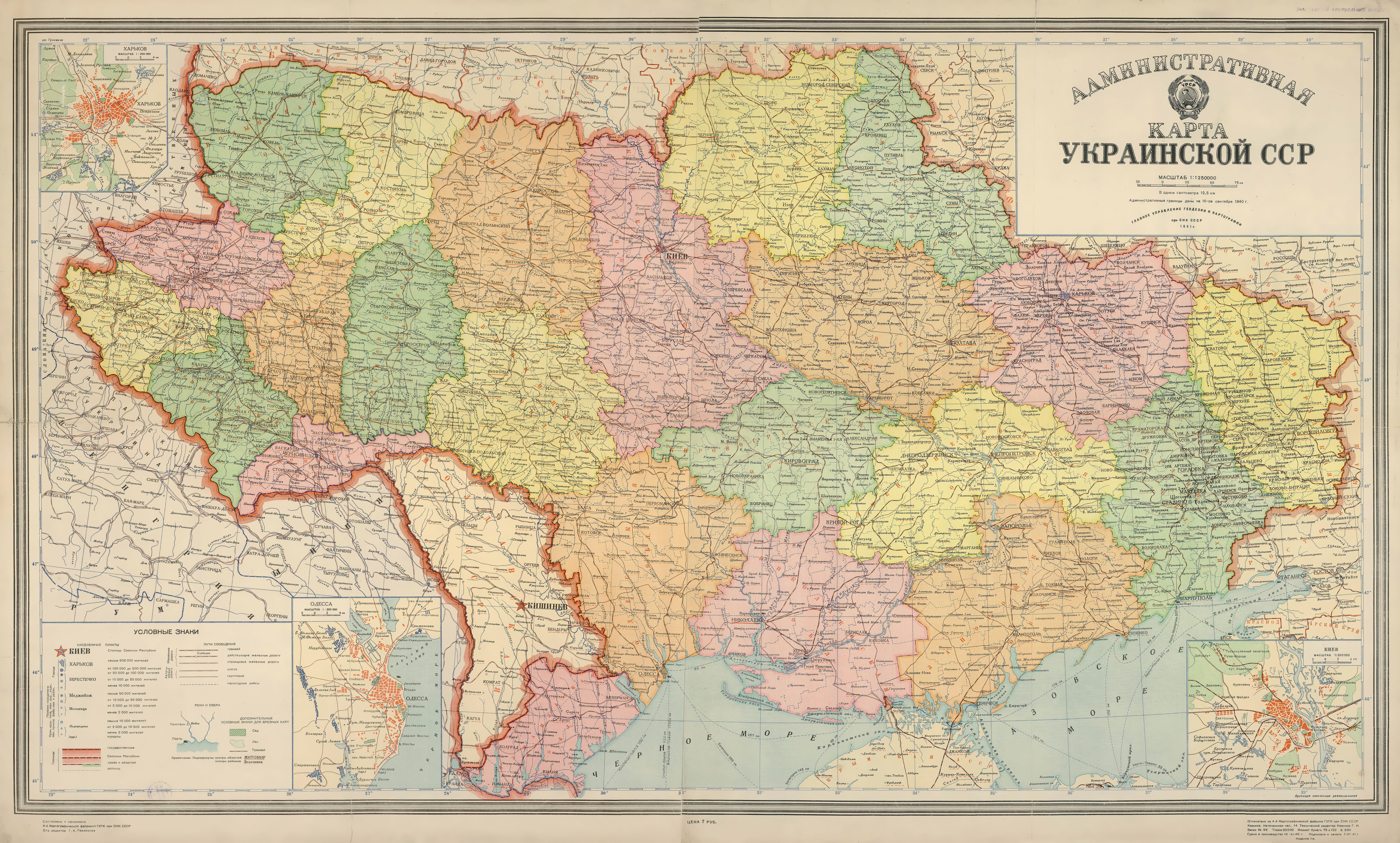
Області УPСР в 1940—1945 роках

- 15 травня 1948 року ліквідовано Медиківський район, частина території колишнього району передана до складу Польщі.
- У 1950 р. у 18 містах і 9 смт мешкало 25 % населення області.
- 10 грудня 1951 року ліквідовано Нижньо-Устрицький район. Частина території колишнього району передана до складу Польщі відповідно до радянсько-польського договору.
- У червні 1957 року Хирівський район приєднаний до Добромильського району.
- 21 січня 1959 року ліквідовано 5 районів: Дублянський, Журавнівський, Крукеницький, Новострілищанський і Стрілківський.[7]

21 травня 1959 Дрогобицька область була включена до складу Львівської області, утворивши її південну частину. Це була остання велика зміна адіміністративно-територіального поділу України на обласному рівні. 
На момент скасування область складалась з 20 районів і 4 міст обласного підпорядкування (Борислав, Дрогобич, Самбір, Стрий), мала 9,6 тис. км² площі й 855,7 тис. населення.

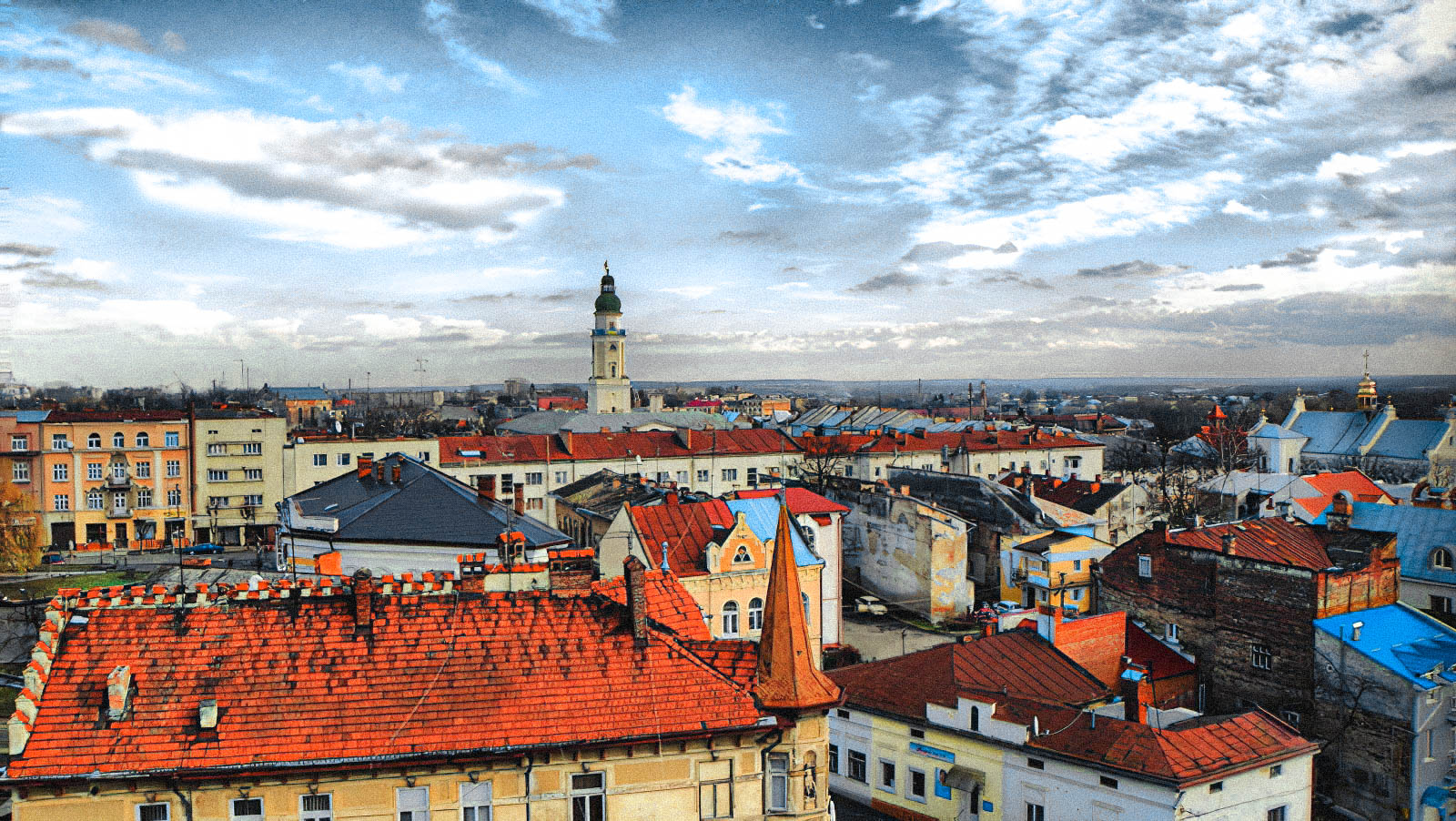
Дрогобич
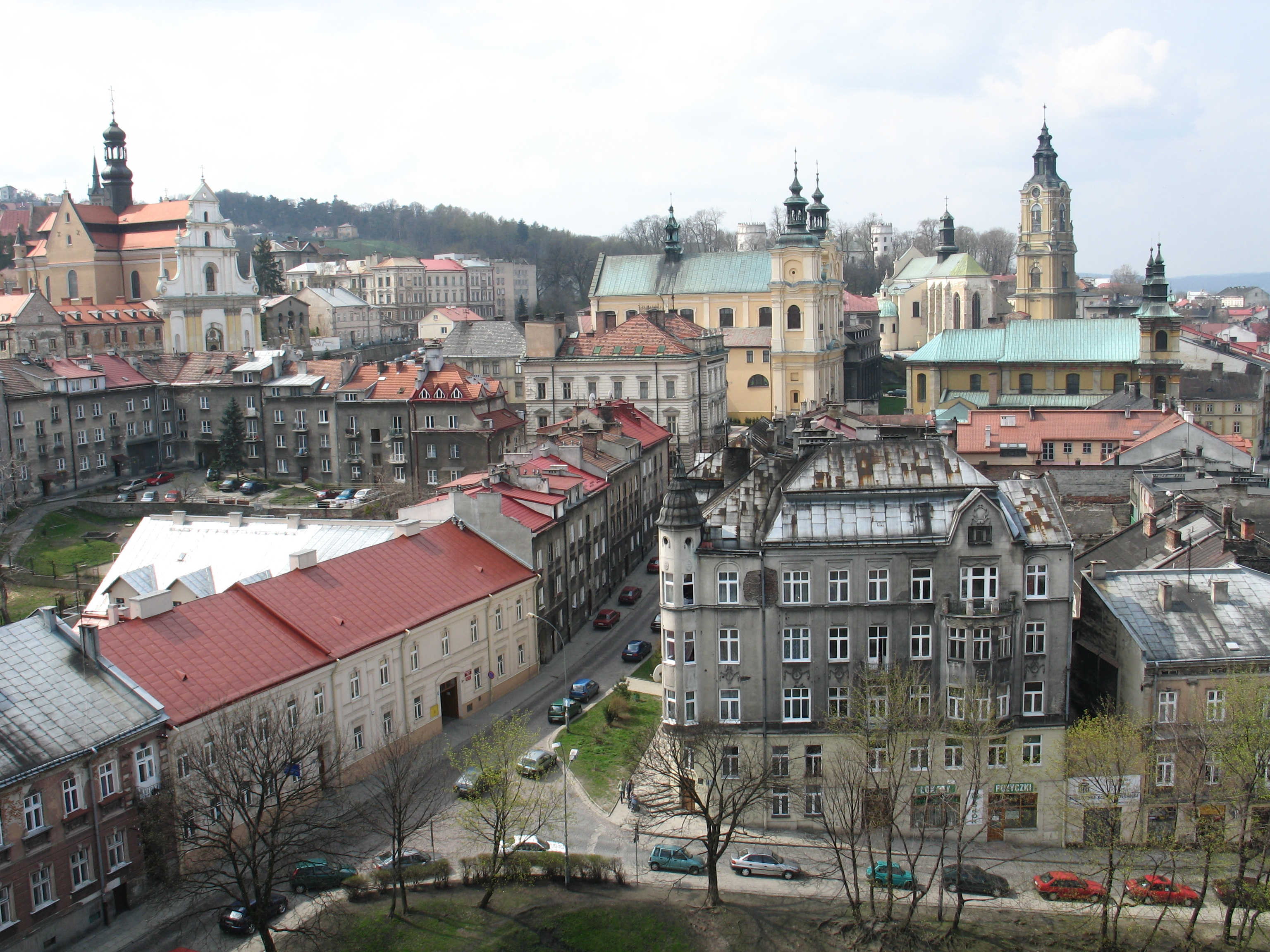
Перемишль
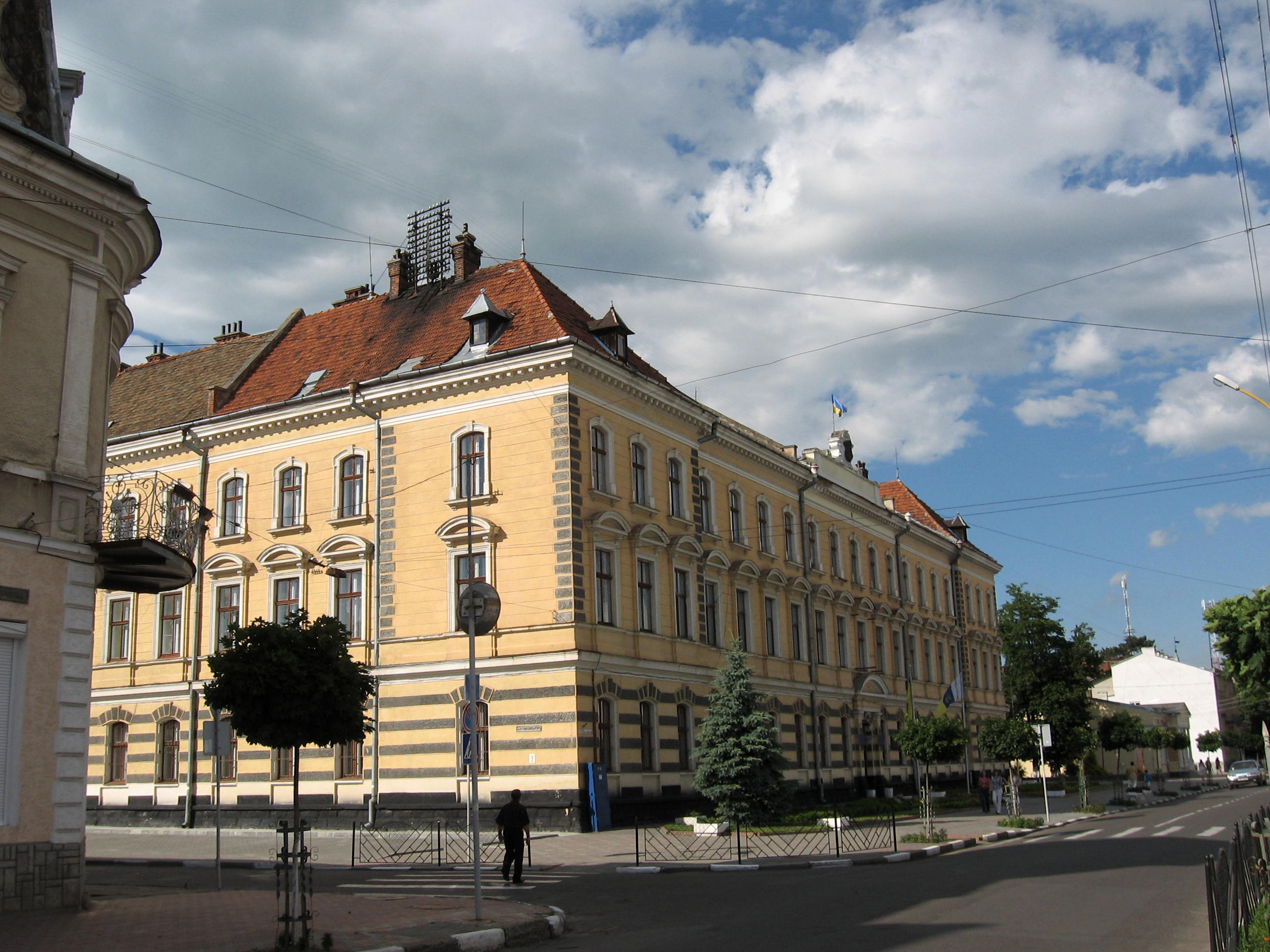
Стрий
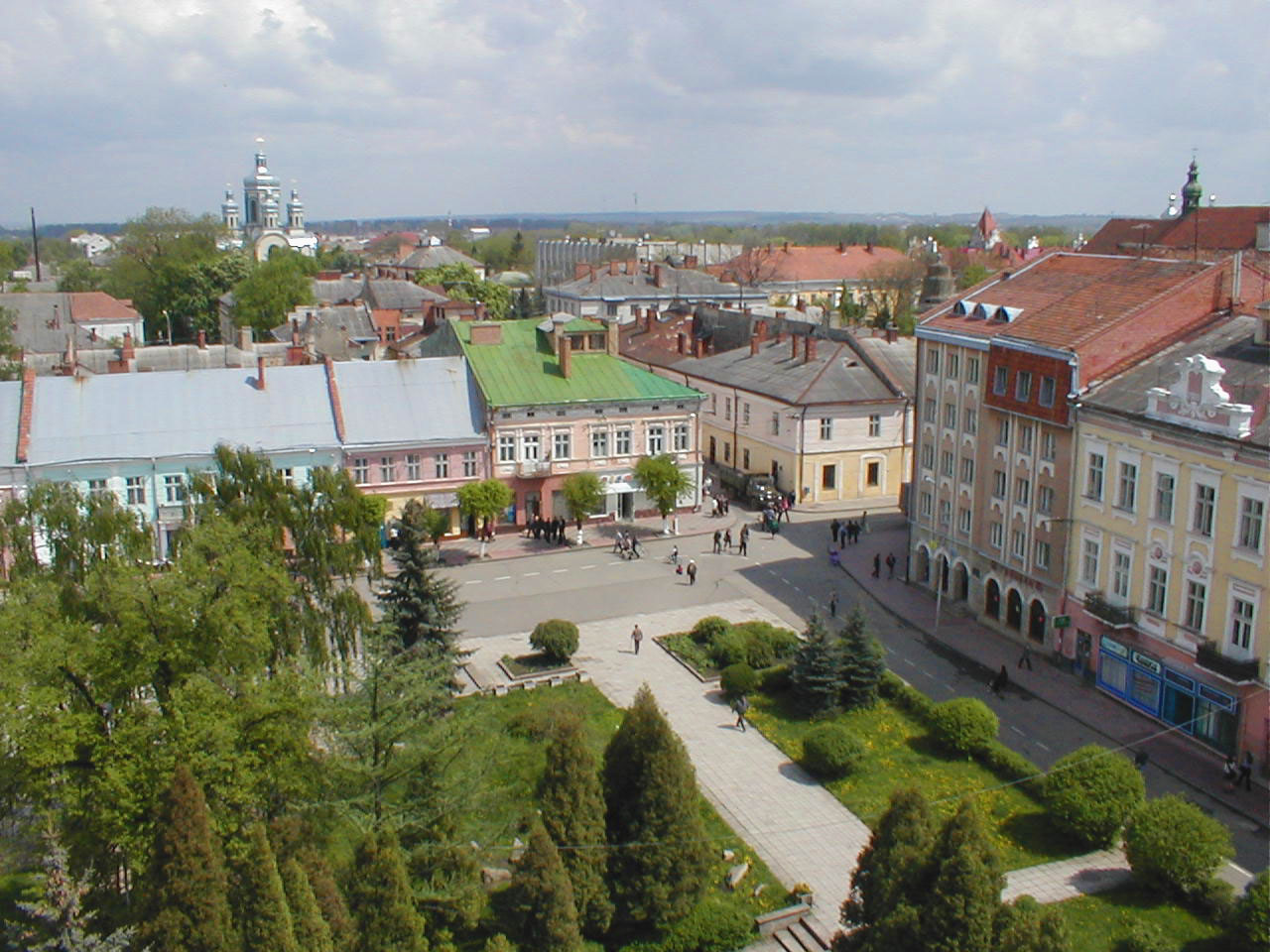
Самбір

## Очільники області
Область очолювали:
- 1-і секретарі обкому КП(б)У-КПУ:
  - Ткач Яків Микитович (1939—1941),
  - Олексенко Степан Антонович (1944—1946),
  - Горобець Іван Григорович (1947—1949),
  - Олексенко Степан Антонович (1949—1952),
  - Гапій Дмитро Гаврилович (1952—1956),
  - Дружинін Володимир Миколайович (1956—1959).

Вищим представницьким органом Дрогобицької області вважалася Дрогобицька обласна рада депутатів трудящих та її керівний орган — виконавчий комітет обласної ради (облвиконком).
- Головами облвиконкому були:
  - Леженко Данило Дмитрович (1939—1941 і 1944—1946),
  - Кравчук Іван Юрійович (1946—1947),
  - Яворський Іван Йосипович (1947—1951),
  - Тарнавський Ілля Євстахійович (1951—1952),
  - Яворський Іван Йосипович (1952—1957),
  - Тарнавський Ілля Євстахійович (1957—1959)